# Broomtown (Alabama)
Broomtown es un lugar designado por el censo ubicado en el condado de Cherokee en el estado estadounidense de Alabama. En el año 2010 tenía una población de 182 habitantes.

## Geografía
Broomtown se encuentra ubicado en las coordenadas 34°21′38″N 85°31′18″O / 34.36056, -85.52167.